# César Charlone
César Charlone (Montevideo, 19 aprile 1958) è un direttore della fotografia uruguaiano.

## Riconoscimenti
- Oscar alla migliore fotografia
  - 2004: candidato - City of God
- Camerimage
  - 2003: Rana d'oro - City of God
  - 2008: Rana d'argento - Blindness - Cecità
- British Independent Film Awards
  - 2005 - miglior contributo tecnico: candidato - The Constant Gardener - La cospirazione
- Satellite Award per la migliore fotografia
  - 2005: vincitore - The Constant Gardener - La cospirazione

## Filmografia parziale

### Direttore della fotografia
- City of God (Cidade de Deus), regia di Fernando Meirelles (2002)
- Sucker Free City, regia di Spike Lee (2004)
- The Constant Gardener - La cospirazione (The Constant Gardener), regia di Fernando Meirelles (2005)
- Blindness - Cecità (Blindness), regia di Fernando Meirelles (2008)
- Barry Seal - Una storia americana (American Made), regia di Doug Liman (2017)
- I due papi (The Two Popes), regia di Fernando Meirelles (2019)

### Regista
- El baño del Papa (2007)
- La Redota - Una Historia de Artigas (2011)
- Episodio di Rio, eu te amo (2014)